# Kornél
A Kornél latin eredetű férfinév, a Cornelius nemzetségnévből. Jelentése: somfa vagy szarv.  Női párja: Kornélia.

## Rokon nevek
- Soma

## Gyakorisága
Az 1990-es években ritka név, a 2000-es években az 56-59. leggyakoribb férfinév között van.

## Névnapok
- március 3.[2]
- június 2.[2]
- július 3.[2]
- szeptember 13.[2]
- szeptember 16.[2]

## Híres Kornélok
- Ábrányi Kornél zeneszerző, zongoraművész
- Auth Kornél Európa bajnokságon 2. helyezést elért egykerekűs
- Bakay Kornél történész
- Bárdos Albert Kornél zenetudós
- Chyzer Kornél, az első magyar közegészségügyi jogalkotó
- Dávid Kornél kosárlabdázó
- Divald Kornél művészettörténész, MTA-tag
- Döbrentei Kornél költő
- Fekete-Kovács Kornél dzsessztrombitás
- Gábor Kornél zeneszerző
- Gelley Kornél színész
- Görgey Kornél honvéd alezredes
- Horváth Kornél dzsesszdobos
- Kornél pápa
- Kovács Kornél költő
- Lánczos Kornél fizikus
- Nagy Kornél kézilabdázó
- Kornel Makuszyński lengyel költő, drámaíró
- Németh Kornél motokrosszversenyző
- Pajor Kornél világbajnok gyorskorcsolyázó
- Pusztaszeri Kornél színész
- Rátkai Kornél illusztrátor, rajzművész
- Sámuel Kornél szobrászművész
- Simon Kornél színész
- Szabó Kornél Evezős világbajnok 2003-2004 [ U23 könnyűsúlyú kétpárevezős hajóegységben; csapattársa: Lőrinczy Péter][5]
- Szentgyörgyi Kornél Kossuth- és Munkácsy-díjas festőművész
- Zempléni Kornél zongoraművész, tanár